# Скёун
Скёун (норв. Skaun) — коммуна в губернии Сёр-Трёнделаг в Норвегии. Административный центр коммуны — город Бёрса. Официальный язык коммуны — нейтральный. Население коммуны на 2007 год составляло 6326 чел. Площадь коммуны Скёун — 224,24 км², код-идентификатор — 1657.

## История населения коммуны
Население коммуны за последние 60 лет.